# Prieuré de Bragny
Le prieuré de Bragny est un ancien prieuré situé sur le territoire de la commune de Saint-Vincent-Bragny dans le département français de Saône-et-Loire et la région Bourgogne-Franche-Comté. L'église priorale, du XIIe siècle, est dédiée à saint Martin.

## Historique
Il fait l'objet d'une inscription au titre des monuments historiques depuis le 4 avril 1989.